# کسوتوس
کوتوس (به یونانی: Ξοῦθος) در اسطوره‌های یونان، پسر هلن و اورسئیس است.
برادر دوروس (جد دوری‌ها) و آیولوس (جد آیولیایی‌ها) بود. دو برادر او را از یولکوس راندند. او به آتن رفت و با دختر شاه ارختئوس، کرئوسا ازدواج کرد و صاحب دو پسر به نام‌های آخایوس (سرسلسله آخه‌ای‌ها) و ایون (سرسلسله ایونی‌ها) شد. او جد این دو قوم محسوب می‌شود.